# MSV Duisburgo
El MSV Duisburgo (en alemán: Meidericher Spielverein Duisburg 02 e.V.) es un club de fútbol de Alemania, de la ciudad de Duisburgo. Fue fundado en 1902 y competirá, a partir de la temporada 2025-26, en la 3.Bundesliga.

## Historia
- 1902 estudiantes se encontraron en Meiderich – hoy un barrio de Duisburgo, en ese tiempo era una ciudad independiente - para jugar al fútbol. En junio decidieron la fundación del club. Del hobby al club oficial: el nacimiento del club deportivo “Meidericher Spielverein e.V. 02”. Admisión como miembro en la asociación de fútbol de Alemania del Oeste. Meiderich empezó en clase C.

- 1905 Ascenso en clase B. Fusión con “Sportclub Victoria Meiderich”
- 1909 Ascenso en clase A como campeón de la clase B sin derrota
- 1913 Año con el éxito más grande desde de la fundación. No pierde un punto, 113 a 12 goles. Ascenso en la división de los diez.
- 1915 Campeón de la comarca Ruhr y campeón del final de la copa de guerra de la Asociación de Fútbol de Alemania del Oeste
- 1919 Fundación de la sección de fútbol juvenil
- 1921 Karl Lebzelter es el primer entrenador oficial
- 1929 El “Meidericher SV” es campeón de la región Bajo Rin y se clasifica para el campeón alemana
- 1931 Campeón de Rajo Rin de nuevo y calificación para el campeón alemana
- 1932 Récord de espectadores: 50.000 hinchas asisten en el estadio de Duisburgo la final contra Schalke 04 para el campeón de Alemania del Oeste. (Resultado 1-5)
- 1933 Las Cebras bajan: Durante unos años las Cebras solo juegan la división del distrito e impiden el descenso. En los años de la guerra el funcionamiento del juego termina casi
- 1946 El “Meidericher SV” es campeón de la ciudad. En los años antes de la guerra las Cebras hacen muchos partidos amistosos llamados “partidos de patatas” porque se paga los jugadores en especie.
- 1949 La asociación de Fútbol de Alemania del Oeste divisa las Cebras en la nueva Segunda División Oeste, grupo dos.
- 1951 Willi ‘Fischken’ Multhaup como entrenador hace el ascenso en la división superior con muchos jugadores jóvenes del pueblo
- 1955 Primero descenso de la división superior. El próximo año el ascenso de nuevo.
- 1962 Willi ‘Fischken’ Multhaup lo hace de nuevo y ascenso con el “Meidericher SV” a la punta - en la Bundesliga. El club pasa la calificación con los goles de ‘Pitter’ Danzberg contra Viktoria Cologne y Hamborn 07.
- 1963 Un telegrama con noticias fenomenales: El “Meidericher Spielverein” es uno de 16 miembros de la fundación de la nueva Bundesliga la que existe hoy en esta forma.
- 1964 Se ficha el “héroe de Berna” Helmut Rahn. Éxito más grande en el primer año de la nueva “Bundesliga” en la historia del MSV. Entrenador Rudi Gutendorf termina en segundo, detrás del 1.FC Colonia
- 1966 Victoria más alta en partido fuera de casa contra Tasmania Berlín: 0-9. Todavía hoy es la victoria más alta en un partido fuera de casa en la Bundesliga.
- 1966 En la final de la copa de la “Federación Alemana de Fútbol” el MSV pierde contra Bayern Múnich con 2-4
- 1967 El “Meidericher SV” cambia oficialmente su nombre en MSV Duisburgo
- 1968 Triunfo más alto en casa en la historia del club contra los “diablos rojos” de Kaiserslautern: 7-0
- 1972 El equipo juvenil A del MSV Duisburgo es campeón alemán (2-0 sobre VfB Stuttgart)
- 1974 “Brian Scott” es primer patrocinador en el pecho de la camiseta de las Cebras
- 1975 Final de copa en Hannover: Pirsig y compañía pierden contra Eintracht Fráncfort 0-1.
- 1975/1976 En la copa de la UEFA el MSV fracasa en la segunda ronda contra Levski Spartak Sofía.
- 1977 El equipo juvenil A del MSV Duisburgo es campeón alemán de nuevo (2-1 sobre VfB Stuttgart)
- 1978/1979 El equipo juvenil A del MSV Duisburgo es campeón alemán por la tercera vez (5-2 Contra Hertha 03 Zehlendorf). En la copa de la UEFA el MSV llega a la semifinal. “Borussia Mönchengladbach” para la serie de triunfos.
- 1982 Después de 19 años en la primera división de la Bundesliga, las Cebras descienden.
- 1986 Próximo descenso: El MSV juega en la “Oberliga ‘Rin del Norte’” (3.ª división)
- 1987 En la final contra el equipo "B" del Bayern Múnich el MSV es campeón con un triunfo de 4-1. El entrenador era Detlef Pirsig.
- 1989 El MSV asciende a la 2.ª división.
- 1991 Con Willibert Kremer de entrenador realiza el ascenso a la primera división, (1. Bundesliga).
- 1992 Próximo año, próximo descenso.
- 1993 Ascenso en liga 1, siendo entrenador Ewald Lienen. El descenso se consuma en 1995.
- 1996 Con Friedhelm Funkel de director técnico y mucha suerte, el Duisburg asciende a primera división siendo tercero en segunda.

. Los próximos tres años, las Cebras quedan entre los diez mejores de la Bundesliga.
- 1997 Con triunfos sobre Aalborg BK, Dinamo 93 Minsk, SC Heerenveen y Dynamo Moscú, el MSV se clasifica para el final de copa Intertoto. Después de un desafortunado 0-0 contra AJ Auxerre, pierde 0-2 en el partido de vuelta y el sueño de la copa de la UEFA se desvanece.
- 1998 Final de copa en Berlín: En el tercer intento del MSV para conseguir la copa. Después de una gran lucha, pierde en el último minuto contra el Bayern Múnich por 1-2.
- 1998 Mal día en la historia del MSV. Pierden 0-5 contra el KRC Genk belga en la “Copa Europea de los Campeones de Copa Nacional.
- 1999/2000 Después de un año de fracaso las Cebras descienden otra vez
- 2001 Pierre Littbarski – Jugador en la selección alemana de 1990 – empieza como entrenador.
- 2002 El club celebra su centésimo cumpleaños con un programa colorado
- 2002 El 3 de julio se elige Walter Hellmich como presidente. El 3 de noviembre se licencia Littbarski. El equipo está en posición 13 después del 13.er partido contra el Union Berlín (0-0). El 6 de diciembre Norbert Meyer adquiere la posición de entrenador transitorio.
- 2003 El mayo el gobierno local da la permisión para el nuevo estadio. El julio la destrucción del estadio viejo empieza. El octubre se sienta oficialmente las bases del nuevo estadio.
- 2004 En abril las tribunas del Norte y del Este se abren para la hinchada en el partido contra Wacker Burghausen. En agosto la tribuna Sur es terminada. En la liga el MSV tiene éxito. El MSV es campeón de otoño después del triunfo contra Cologne.
- 2005 El marzo las edificaciones del nuevo estadio terminan. La tribuna principal abre. A causa del nuevo estadio y una fuerza fenomenal en el propio estadio el MSV asciende por la cuarta vez en la historia del club.
- 2005/2006 El MSV tiene mala suerte con las lesiones y no puede compensar todos los jugadores lesionados (¡12!). Además, el equipo es demasiado débil. El resultado: tercer descenso en la historia del club. El diciembre entrenador se licencia Norbert Meyer porque golpea un jugador de Cologne con su cabeza en un partido. Jürgen Kohler es solo entrenador por cuatro meses. Entretanto Heiko Scholz es entrenador transitorio.
- 2006 La selección italiana se entrena en el área de entrenamiento del MSV. Además el estadio se cambia en “Casa Azzurri” para la prensa italiana. Italia gana la Copa del Mundo.
- 2007 El equipo queda tercero en la 2. Bundesliga, ascendiendo de nuevo a la máxima categoría del fútbol alemán.
- 2008 El Duisburg queda colista, 18.º en la clasificación de la 1. Bundesliga, por lo que desciende a la 2. Bundesliga.
- 2011 El Duisburg llegó sorprendentemente a la final de la Copa alemana, que enfrentó al Schalke 04 y el propio Duisburg, pero este último pierde por 0-5.
- 2013 Al Duisburg le fue negada la licencia para jugar en la 2. Bundesliga, por lo que en SV Sandhausen pudo permanecer en la 2. Bundesliga y el Duisburg desciende a la 3. Liga.[2]
- 2015 Duisburg Logra el segundo lugar en la 3. Liga y regresa a la 2. Bundesliga.
- 2016 Terminada la temporada, su clasificación como puesto 16° lo obliga a jugar el partido de promoción en contra del 3° lugar de la 3. Liga; el Würzburger Kickers, con el cual después de los dos partidos termina sucumbiendo por marcador global de 4:1, regresando de esta manera a la 3. Liga.
- 2018 En Fifa Mobile aparece en el V capítulo de la campaña de Alemania con GRL de 90
- 2019 Termina en último lugar entre 18 equipos de la 2. Bundesliga y desciende a la tercera  categoría.

## Uniforme
- Uniforme titular: Camiseta blanca con rayas horizontales azules, pantalón blanco, medias azules.
- Uniforme alternativo: Camiseta, pantalón y medias amarillas.

## Entrenadores desde 1955
- Hermann Lindemann (1955–1957)
- Rudi Gutendorf (1963–1965)
- Wilhelm Schmidt (1965)
- Hermann Eppenhoff (1965–1967)
- Gyula Lóránt (1967–1968)
- Robert Gebhardt (1968–1970)
- Rudolf Fassnacht (1970–1973)
- Willibert Kremer (1973–1976)
- Rolf Schafstall (1976)
- Otto Knefler (1976–1977)
- Carl-Heinz Rühl (1977–1978)
- Rolf Schafstall (1978–1979)
- Heinz Höher (1979–1980)
- Friedhelm Wenzlaff (1980–1981)
- Kuno Klötzer (1981–1982)
- Siegfried Melzig (1982–1983)
- Luis Zacarías (1983–1985)
- Günter Preuß (1985)
- Helmut Witte (1985–1986)
- Friedhelm Vos (1986)
- Detlef Pirsig (1986–1989)
- Willibert Kremer (1989–1992)
- Uwe Reinders (1992–1993)
- Ewald Lienen (1993–1994)
- Hans Bongartz (1994–1996)
- Friedhelm Funkel (1996–2000)
- Josef Eichkorn (2000)
- Wolfgang Frank (2000)
- Josef Eichkorn (2000–2001)
- Pierre Littbarski (2001–2002)
- Bernard Dietz (2002–2003, caretaker)
- Norbert Meier (2003–2005)
- Heiko Scholz (2005, caretaker)
- Jürgen Kohler (2006)
- Heiko Scholz (2006, caretaker)
- Rudi Bommer (2006–2008)
- Heiko Scholz (2008, interino)
- Peter Neururer (2008–2009)
- Uwe Speidel (2009, interino)
- Milan Šašić (2009–2011)
- Oliver Reck (2011–2012)
- Ivica Grlić (2012, interino)
- Kosta Runjaić (2012–2013)
- Karsten Baumann (2013–2014)
- Gino Lettieri (2014–2015)
- Iliya Gruev (2015–2018)
- Torsten Lieberknecht (2018–2020)
- Gino Lettieri (2020–2021)
- Uwe Schubert (2021, interino)
- Pavel Dochev (2021)
- Uwe Schubert (2021, interino)
- Hagen Schmidt (2021–2022)
- Torsten Ziegner (2022–2023)
- Engin Vural (2023)
- Boris Schommers (2023–2024)
- Uwe Schubert (2024, interino)
- Dietmar Hirsch (2024–)

## Palmarés
- 3. Liga: 1

2016/17
- Regionalliga West: 1

2024/25

## Participación en competiciones europeas
| Temporada | Competición      | Ronda   | Club                     | Cómputo global | Ida     | Vuelta     |
| --------- | ---------------- | ------- | ------------------------ | -------------- | ------- | ---------- |
| 1975/76   | UEFA Cup         | 1R      | Enosis Neon Paralimni    | 10-3           | 7-1 (C) | 3-2 (F)    |
| 1975/76   | UEFA Cup         | 2R      | Levski Sofia             | 4-4 u          | 3-2 (C) | 1-2 (F)    |
| 1978/79   | UEFA Cup         | 1R      | Lech Poznań              | 10-2           | 5-0 (C) | 5-2 (F)    |
| 1978/79   | UEFA Cup         | 2R      | FC Carl Zeiss Jena       | 3-0            | 0-0 (F) | 3-0 nv (C) |
| 1978/79   | UEFA Cup         | 1/8     | RC Strasbourg            | 4-0            | 0-0 (F) | 4-0 (C)    |
| 1978/79   | UEFA Cup         | 1/4     | Budapest Honvéd          | 4-4 u          | 3-2 (F) | 1-2 (C)    |
| 1978/79   | UEFA Cup         | 1/2     | Borussia Mönchengladbach | 3-6            | 2-2 (C) | 1-4 (F)    |
| 1997      | Intertoto Cup    | Grupo 1 | Aalborg BK               | 2-0            | 2-0 (C) |            |
| 1997      | Intertoto Cup    | Grupo 1 | Dinamo-93 Minsk          | 1-0            | 1-0 (F) |            |
| 1997      | Intertoto Cup    | Grupo 1 | sc Heerenveen            | 2-0            | 2-0 (C) |            |
| 1997      | Intertoto Cup    | Grupo 1 | Polonia Varsovia         | 0-0            | 0-0 (F) |            |
| 1997      | Intertoto Cup    | 1/2     | Dinamo Moscú             | 5-3            | 2-2 (F) | 3-1 (C)    |
| 1997      | Intertoto Cup    | F       | AJ Auxerre               | 0-2            | 0-0 (C) | 0-2 (F)    |
| 1998/99   | Recopa de Europa | 1R      | KRC Genk                 | 1-6            | 1-1 (C) | 0-5 (F)    |
| 1999      | Intertoto Cup    | 2R      | Newry Town               | 2-1            | 2-0 (C) | 0-1 (F)    |
| 1999      | Intertoto Cup    | 3R      | Kocaelispor Izmir        | 3-0            | 3-0 (F) | 0-0 (C)    |
| 1999      | Intertoto Cup    | 1/2     | Montpellier HSC          | 1-4            | 1-1 (C) | 0-3 (F)    |